# Xaver Varnus
Dans le nom hongrois Varnus Xaver, le nom de famille précède le prénom, mais cet article utilise l’ordre habituel en français Xaver Varnus, où le prénom précède le nom.
Xaver Varnus, né le 29 avril 1964 à Budapest, dans l’arrondissement de Kőbánya, est un organiste hongro-canadien.

## Biographie
Ses parents étaient Theresa Tabori et Xaver Raymond Varnus. Il a reçu son éducation musicale au Conservatoire de musique de Budapest avec Gábor Lehotka, Melinda Kistétényi, Jozsef Karpati et István Baroti. Il prend ensuite des cours particuliers d’orgue et de composition avec Pierre Cochereau à Paris et Lorenz Stolzenbach (de) à Leipzig.
De 1977 à 1982, Varnus a été organiste aux églises Saint-Ladislas et Sainte-Thérèse de Budapest. En 1983, il déménage à Toronto, où il a été organiste de l’église presbytérienne Coldstream de 1983 à 1985. En 1984, il a obtenu la citoyenneté canadienne. Varnus a occupé divers postes d’organiste d'église au Canada : 1986 à 1987 Saint-Patrick de Montréal, 1987 à 1989 Saint-Donat à Saint-Donat-de-Montcalm, Québec. De 1986 à 1989, il a été président de la Société canadienne de l’orgue. En 1989, il a mis fin à ses activités d’organiste à plein temps et a commencé ses premières tournées en concert, en particulier en Europe et en Allemagne de l’Est. En plus d’exécuter des œuvres d’orgue classique, ses activités incluent des improvisations sur des thèmes prédéterminés et la collaboration avec des musiciens dans les églises. En 2017, il comptait près de 3 000 concerts de ce type. De 1992 à 2009, il a animé des programmes musicaux à la radio et à la télévision publiques hongroises. De 2006 à 2009, il a été le premier organiste du Müpa Budapest.

## Discographie
- Varnus Xaver Recital in Matthias Church in Budapest (LP, Hungaroton, 1990)
- Varnus Plays Bach and Improvise at the Great Organ of the Church of the Holy Spirit in Budapest (LP, Festival Art, 1990)
- Organ Magic: Legendary virtuoso Xaver Varnus plays the baroque organ of Szentgotthárd Abbey (1992, Hungaroton, Bach, Mozart, Albinoni)
- Varnus Plays Bach (1994, Kodály Conservatory Organ, Kecskemét)
- The Art of Improvisation (CD, 1995, CBC)
- Villon Dance Macabre (Aquincum Archive, 1997, avec György Faludy)
- The Great Organ of Matthias Church in Budapest: the legendary 1997 Christmas concert by Xaver Varnus (1998, Léon Boëllmann, Richard Wagner, Charles-Marie Widor, Louis Daquin, Edward Elgar)
- Four legendary organists, four improvisations (Aquincum Archive, 1998, Pierre Cochereau, Jean Guillou, Melinda Kistétényi, Xaver Varnus)
- Winter Garden anno 1900 (2000, Marc-Antoine Charpentier et al.)
- The great masters of Improvisation: György Faludy & Xaver Varnus in Concert in the Church of the Holy Spirit in Budapest (DVD, Alexandra Publishing House, 2000)
- Xaver Varnus Plays The Great Organ of the Dohány Street Synagogue in Budapest – The Greatest Organ Recital Ever (Alexandra Publishing House, 2002)
- Xaver Varnus Organ Recital Canterbury Cathedral (2004, DVD, Aquincum Archive Release, Louis-Nicolas Clérambault, César Franck, Jean-Sébastien Bach, Dezső Antalffy-Zsiross)
- The legendary organist Xaver Varnus plays Bach at the Kőbánya Presbyterian Church (DVD, 2005, Aquincum Archive Release)
- From Ravel to Vangelis (CD, Sony BMG, 2007) – Four Times Platinum Recording.
- My Life is the Organ (Sony BMG, 2007, Portrait-DVD)
- Rain, Midnight, Cathedral and Organ Recorded in the Protestant Great Church of Debrecen (CD, 2008, Transatlantic Artists of Canada)
- From Bach to Star Wars (CD, Sony BMG, 2008)
- Classic and Jazz (CD, Sony Music Entertainment, 2009)
- Xaver Varnus plays Bach and Mozart on the Szentgotthard Abbey Organ (CD, EMI, 2010)
- Two living legends together: Xaver Varnus and Felix Lajko in Concert at the Palace of Arts (CD-DVD, Palace of Arts, 2013)